# والری چاپلیگین
والری چاپلیگین (روسی: Валерий Андреевич Чаплыгин؛ زادهٔ ۲۳ مهٔ ۱۹۵۲) دوچرخه‌سوار اهل روسیه است.
وی در مسابقات کشوری و بین‌المللی در مجموع برندهٔ ۲ مدال طلا، ۲ مدال نقره شده‌است.